# トルコ共和国国民教育省
トルコ共和国国民教育省は、憲法430条教育団体に関する法、1739条国民教育基本法、また発展計画プログラムに基づいて国民教育事業を推進することを目的として設置された。1869年に設置された教育庁（tr:Maarif Nezareti）を母体としている。

## 国民教育省
トルコ国民教育省リストを参照

## 国民教育省所掌事務
憲法430条教育団体に関する法によると、トルコ国民教育省の目的が基本理念に基づいて政府の名のもとに実施されるという任務は、国民教育省が負っている。
憲法3797条で示された国民教育省の主要事務：
- アタテュルクの理念と革命、憲法での表現を認めたアタテュルク主義に基づき、トルコ国民が国民的、道徳的、倫理的、歴史的、また文化的な評価を理解し、守り、発展させ、家族・同胞を愛し、常に栄光を称えようと努め、人権や、憲法最初の基本理念に依拠した民主的、世俗的、社会的な法治国家であるトルコ共和国に対し任務と責務を理解し、遂行する国民たちを育むために、省庁に属し、あらゆる段階の教育組織の教師と児童・生徒に保障された全ての教育事業を計画、企画、実施、観察し、監督下に置くこと。
- 就学前教育、初等教育、中等教育、あらゆる様々な機関や教育組織を開くこと、また高等教育外にある教育団体が他の省庁団体や委員会によって開かれることに許可を下すこと。
- トルコ国民の、国外で行われる教育や教育事業に関するサービスを受ける手はずを整え、業務を遂行すること。
- 他の省庁、団体、委員会によって行われる高等教育以外の機関や教育組織の等価程度を明らかにすること、またそれら組織のプログラムや指導方法を共に用意し、承認すること。
- トルコ軍に基づく中等教育組織のプログラム、指導方法、教育等価程度が明らかにされることに関し共働すること。
- 高等教育が国民教育政治の範囲内で行われることを保障すべく、高等教育法と、省庁に与えられた任務・責務を実現すること。
- 学校での体育教育、スポーツ、ボーイスカウト教育に関しての執務を推進すること。
- 高等教育若者保護・育成の必要性と身体的面からの執務を保障すること。

## 組織

### 中心組織
トルコ共和国国民教育省の中心組織は以下の通り：
- 基本教育総局
- 中等教育総局
- 職業技術教育総局
- 宗教教育総局
- 私立教育機構総局
- 生涯教育総局
- 新教育技術総局
- 私立教育機構総局
- 教員養成総局
- EU・外交関係総局
- 案内・監査局
- 戦略発展局
- 法務庁
- 人事総局
- 支援執務総局
- 情報作業グループ局
- 建設・土地グループ局
- 報道・国民関係庁
- 官房局

### 国外組織
各国大使館の教育室

### 地方組織
県国民教育局と各学校